# Thompsonella minutiflora
Thompsonella minutiflora là một loài thực vật có hoa trong họ Crassulaceae. Loài này được (Rose) Britton & Rose miêu tả khoa học đầu tiên năm 1909.